# Kurt Wimpfheimer
 Kurt Wimpfheimer (27. Juni 1915 in Ittlingen – 2. August 2013 in East Stroudsburg, Pennsylvania), in den Vereinigten Staaten Kurt Wimer, war ein deutsch-amerikanischer Professor und Autor.

## Leben
Kurt Wimpfheimer zog am 13. Mai 1936 aus Ittlingen nach Worms, wo er Vorbeter und Lehrer bei der jüdischen Gemeinde Worms und an der 1935 gegründeten jüdischen Bezirksschule im Gemeindehaus, Hintere Judengasse 2, beschäftigt war.
Am 13. April 1938 emigrierte er in die Vereinigten Staaten und nahm dort den Namen Wimer an. Im Jahr 1944 legte er in Politik- und Sozialwissenschaften die Bachelor-Prüfung und 1945 die Master-Prüfung mit Auszeichnung ab. 1957 wurde er zum Dr. phil. promoviert. Bis zu seiner Emeritierung im Jahr 1977 war er Professor an der Pennsylvania State University (East Stroudsburg).
Kurt Wimpfheimer veröffentlichte Studien über den Präsidenten Woodrow Wilson und die deutsch-amerikanischen Beziehungen während des Ersten Weltkrieges.

## Schriften (Auswahl)
- „Woodrow Wilson and World Order“, in: Arthur S. Link (Hrsg.): Woodrow Wilson and a revolutionary world, 1913-1921. University of North Carolina Press 1982.
- mit Sarah Wimer: „The Harding Administration, the League of Nations, and the Separate Peace Treaty“, in: The Review of Politics. Volume 29/1967, S. 13–24 (Cambridge University Press).